# Sac aérien (cétacé)
Pour les articles homonymes, voir Sac aérien.
Le sac aérien est chez les cétacés, un organe situé contre le melon qui dispose de nombreux récepteurs de type stéréocils et de fibres nerveuses. 

Cet organe serait un des organes de leur sonar, il pourrait leur servir à interpréter les échos des sons qu'ils émettent.